# Буковинський Кобзар (товариство)
Буковинський Кобзар — українське співоче та драматичне товариство, засноване 1920 року у м. Чернівці з ініціативи Ф. Лопатинської, М. Левицького і А. Коллера.
У 1921 році при товаристві засновано музичну школу з відділом гри на фортепіано, струнних інструментах, сольного і хорового співу, класи хорового диригування, композиції, оперний, вокальний та інструментальний ансамблі. У 1931 року драматичний відділ музичної школи перетворився на драматичну школу (кер. В. Демчишин, В. Гунак).
1933 року товариство об'єдналось із Чернівецьким українським театром, що почав ставити переважно музично-драматичні твори, залучаючи до вистав хори, танцюристів і оркестр Буковинського Кобзаря.
1940 року на базі творчих колективів і шкіл «Буковинського Кобзаря», інших музичних товариств і Чернівецької консерваторії створено хорову капелу «Буковина», симфонічний оркестр філармонії, музичне училище, театр.